# Campionati italiani di winter triathlon del 2000
I Campionati italiani di winter triathlon del 2000 (II edizione) sono stati organizzati dalla Federazione Italiana Triathlon e si sono tenuti a Courmayeur in Val d'Aosta, in data 12 marzo 2000.
Tra gli uomini ha vinto per la seconda volta consecutiva Paolo Riva (Italia), mentre la gara femminile è andata a Simonetta Genesio (Italia).

## Risultati

### Élite uomini
| Pos. | Atleta               | Società sportiva | Corsa   | Bici    | Sci di fondo | Totale  |
| ---- | -------------------- | ---------------- | ------- | ------- | ------------ | ------- |
|      | Paolo Riva           | Italia           | 0:22:05 | 0:32:38 | 0:28:11      | 1:22:54 |
|      | Anton Steiner        | Italia           | 0:22:53 | 0:34:15 | 0:31:31      | 1:28:39 |
|      | Oswald Weisenhorn    | Italia           | 0:23:00 | 0:35:58 | 0:30:20      | 1:29:18 |
| 4    | Stefano Stanzial     | Italia           | 0:22:20 | 0:35:58 | 0:31:54      | 1:30:12 |
| 5    | Bernhard Capitani    | Italia           | 0:23:36 | 0:37:23 | 0:30:42      | 1:31:41 |
| 6    | Marco Bethaz         | Italia           | 0:22:44 | 0:38:53 | 0:31:51      | 1:33:28 |
| 7    | Roland Osele         | Italia           | 0:24:14 | 0:35:30 | 0:33:45      | 1:33:29 |
| 8    | Luca Bonazzi         | Italia           | 0:22:40 | 0:37:31 | 0:33:36      | 1:33:47 |
| 9    | Igor Ghio            | Italia           | 0:23:09 | 0:37:39 | 0:33:57      | 1:34:45 |
| 10   | Giuseppe Rainholter  | Italia           | 0:23:31 | 0:37:58 | 0:33:44      | 1:35:13 |
| 11   | Devis Guiguet        | Italia           | 0:25:18 | 0:38:05 | 0:36:46      | 1:40:09 |
| 12   | Massimo Pica         | Italia           | 0:25:50 | 0:40:10 | 0:34:22      | 1:40:22 |
| 13   | Remo Garino          | Italia           | 0:23:48 | 0:40:23 | 0:36:37      | 1:40:48 |
| 14   | Paolo De Col         | Italia           | 0:24:38 | 0:40:23 | 0:35:53      | 1:40:54 |
| 15   | Giorgio Castelli     | Italia           | 0:22:56 | 0:40:46 | 0:37:32      | 1:41:14 |
| 16   | Daniel Antonioli     | Italia           | 0:24:28 | 0:41:34 | 0:35:18      | 1:41:20 |
| 17   | Stefano Garetti      | Italia           | 0:24:59 | 0:39:21 | 0:37:07      | 1:41:27 |
| 18   | Andrea Stella        | Italia           | 0:25:52 | 0:43:44 | 0:34:16      | 1:43:52 |
| 19   | Walter Bonazzi       | Italia           | 0:25:38 | 0:41:13 | 0:37:24      | 1:44:15 |
| 20   | Giuseppe Castelnuovo | Italia           | 0:25:22 | 0:40:46 | 0:38:20      | 1:44:28 |

### Élite donne
| Pos. | Atleta               | Società sportiva | Corsa   | Bici    | Sci di fondo | Totale  |
| ---- | -------------------- | ---------------- | ------- | ------- | ------------ | ------- |
|      | Simonetta Genesio    | Italia           | 0:29:09 | 0:44:27 | 0:37:35      | 1:51:11 |
|      | Barbara Folie        | Italia           | 0:27:31 | 0:44:57 | 0:41:42      | 1:54:10 |
|      | Maria Angioni        | Italia           | 0:27:35 | 0:47:45 | 0:42:58      | 1:58:18 |
| 4    | Giuseppina Marconato | Italia           | 0:30:02 | 0:47:30 | 0:41:42      | 1:59:14 |
| 5    | Laura Dell'Erba      | Italia           | 0:32:35 | 0:57:41 | 0:50:13      | 2:20:29 |